# Waagepetersens Eftf.
Waagepetersen's Eftf. A/S var et dansk vingrossistfirma, grundlagt i 1808 af Christian Waagepetersen (1787-1840), der blev kgl. hof-vinhandler. Sønnen Mozart Waagepetersen (1813-1885) videreførte forretningen og var ligeledes leverandør til hoffet. Senere blev titlen dog mistet til Kjær & Sommerfeldt.
Virksomheden blev omdannet til aktieselskab i 1940, men i 1972 blev selskabet opkøbt af og indlemmet i Taster Wine A/S. Fra 1944 var Torben Anthon direktør.
Forretningen lå på Store Kongensgade 79 i København.